# Italské námořnictvo
Italské námořnictvo je jednou ze čtyř složek ozbrojených sil Itálie. Je pokračovatelem Italského královského námořnictva, jež nahradilo roku 1946 při změně státního zřízení země z monarchie na republiku. Oficiálním svátkem námořnictva je 10. červen. Jedná se o výročí potopení rakousko-uherského dreadnoughtu SMS Szent István dvojicí italských torpédových člunů MAS roku 1918.

## Situace po druhé světové válce

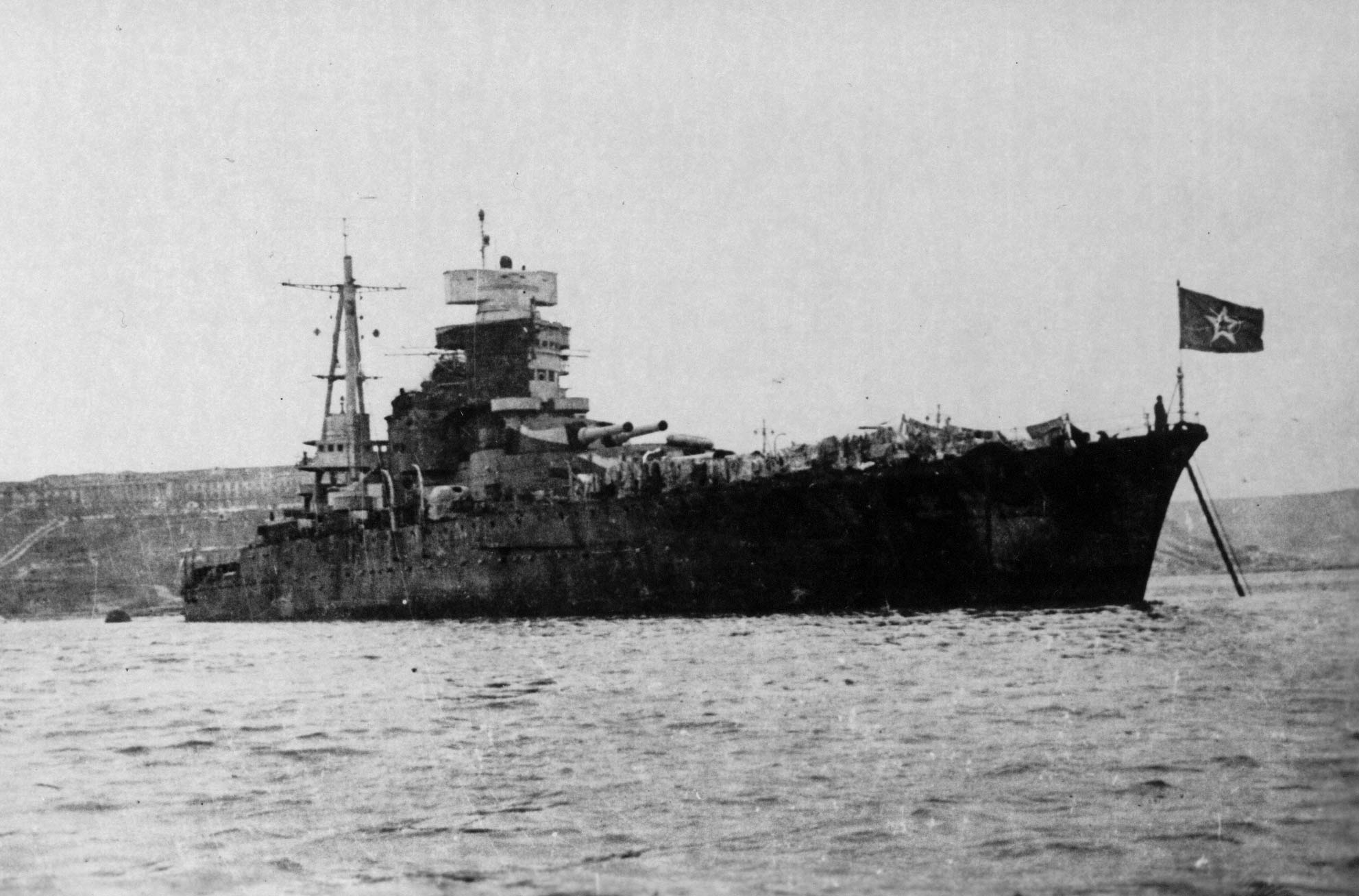
Bitevní loď Giulio Cesare po předání SSSR

Italské námořnictvo vzniklo z pozůstatků někdejšího královského námořnictva, které vstupovalo do druhé světové války jako čtvrté nejsilnější námořnictvo světa, ale utrpělo v ní velké ztráty. Italská kapitulace roku 1943 znamenala předání části lodí do rukou Spojenců a ukořistění dalších lodí Německem (řada z nich byla postupně potopena v přístavech spojeneckým letectvem). Větší část lodí, které válku přečkaly, si poté rozdělily vítězné státy — například lehké křižníky Attilio Regolo a Scipione Africano převzalo francouzské námořnictvo, Duca d'Aosta sovětské námořnictvo a Eugenio di Savoia řecké námořnictvo. Rovněž italské přístavy byly po válce poškozené a mnohdy zablokované potopenými plavidly.
Mírová smlouva podepsaná Itálií roku 1947 přinesla obnovovanému námořnictvu řadu omezení — nesmělo vlastnit jaderné zbraně, bitevní lodě, ponorky a rovněž mělo zakázáno provozovat letouny s pevnými křídly z palub lodí. Během několika let však kulminovala studená válka a z Itálie se brzy stal důležitý spojenec USA proti Sovětskému svazu ve strategickém prostoru Středomoří.

## Studená válka

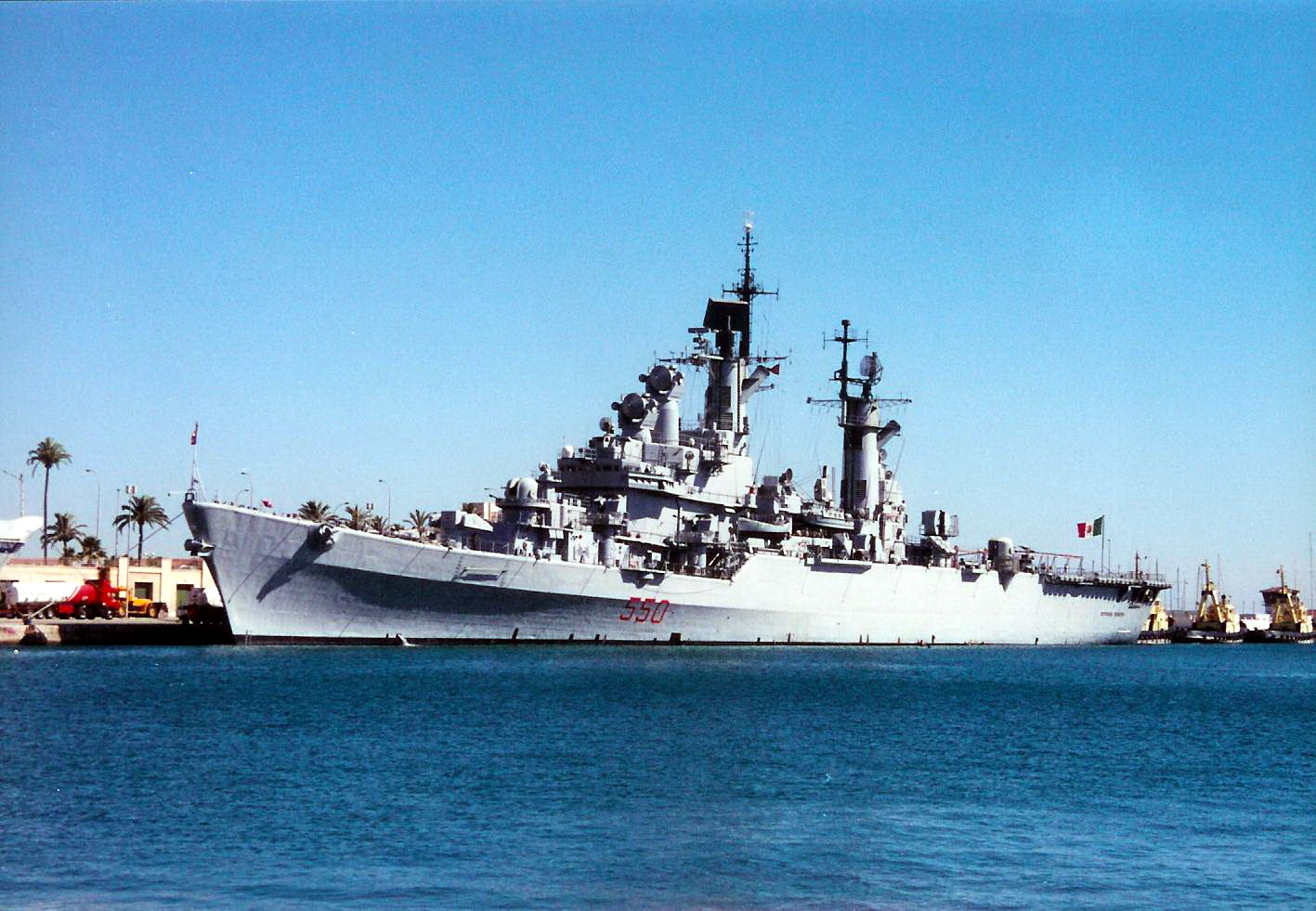
Vrtulníkový křižník Vittorio Veneto

Itálie se proto stala 4. dubna 1949 zakládajícím členem NATO. Jelikož nemohla provozovat letouny s pevnými křídly z palub lodí, zaměřila se na stavbu vrtulníkových nosičů. V polovině 60. let na sebe italské námořnictvo připoutalo poznornost zavedením trojice vrtulníkových křižníků tříd Andrea Doria a Vittorio Veneto. Ke stavbě lehké letadlové lodi Giuseppe Garibaldi se země odhodlala až v polovině 80. let.

## Současnost
Nároky kladené v současnosti na italské námořnictvo zahrnují operace ve Středozemním moři i mimo něj. Prioritou je zesílení kapacity výsadkových sil. Nejnovější letadlová loď Cavour je proto víceúčelové konstrukce s možností nesení až 400 námořních pěšáků. Cavour nahradila ve funkci vlajkové lodě letadlovou loď Giuseppe Garibaldi, která byla převedena k podpoře výsadkových sil. Trojici obojživelných výsadkových lodí třídy San Giorgio navíc mají v nejbližších letech nahradit mnohem větší plavidla. Mimo letadlové lodi Cavour však v posledních letech probíhá obměna i v dalších kategoriích. Zaváděny jsou například moderní torpédoborce a fregaty tříd Orizzonte a FREMM či ponorky třídy Todaro. Všechny tyto lodě jsou vyvíjeny v mezinárodní spolupráci.
Italské námořnictvo je v oblasti Libanonu součástí mezinárodních sil OSN a jejich mírové mise UNIFIL. Po vypuknutí konfliktu Libanonu s Izraelem roku 2006 vysadily Giuseppe Garibaldi a ostatní výsadkové lodi mezinárodní kontingent 1000 mužů.
V roce 2009 se Itálie zapojila do boje proti modernímu námořnímu pirátství v oblasti Somálska. Italské námořnictvo je součástí protipirátské mise EU (EU NAVFOR) — operace Atalanta. Mezi lednem a dubnem 2010 dokonce této operaci velela. Italský kontradmirál Giovanni Gumiero velel svazu Task Force 465 z paluby zásobovací a podpůrné lodi Etna.

## Složení

### Letadlové lodě

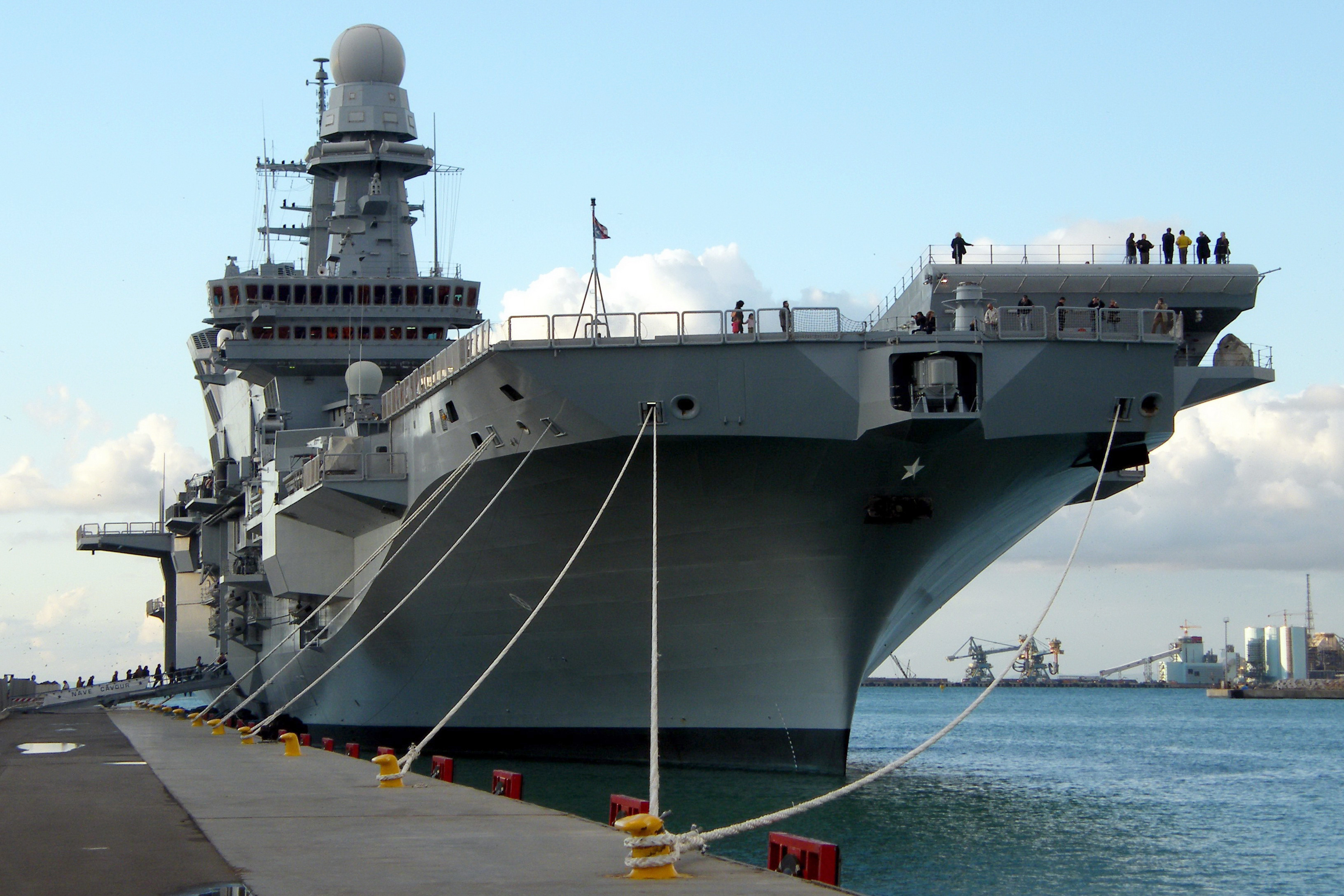
Vlajková loď Cavour (C550)

- Cavour (C550) – víceúčelová střední letadlová loď s letouny V/STOL

### Torpédoborce

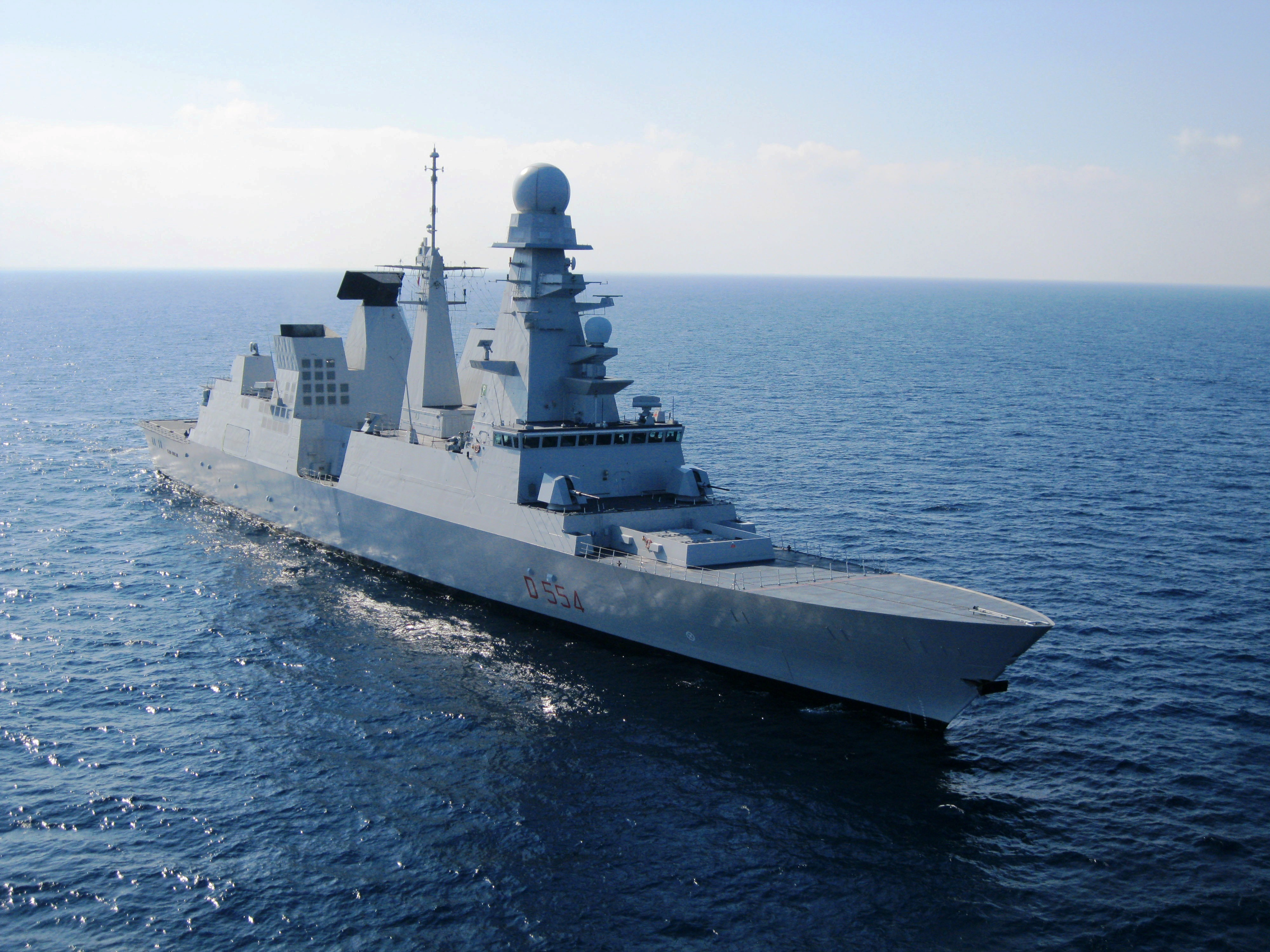
Torpédoborec Caio Duilio (D554)

- Třída Orizzonte – univerzální stealth torpédoborec
  - Andrea Doria (D553)
  - Caio Duilio (D554)

- Třída Durand de la Penne – univerzální torpédoborec
  - Francesco Mimbelli (D561)

### Fregaty

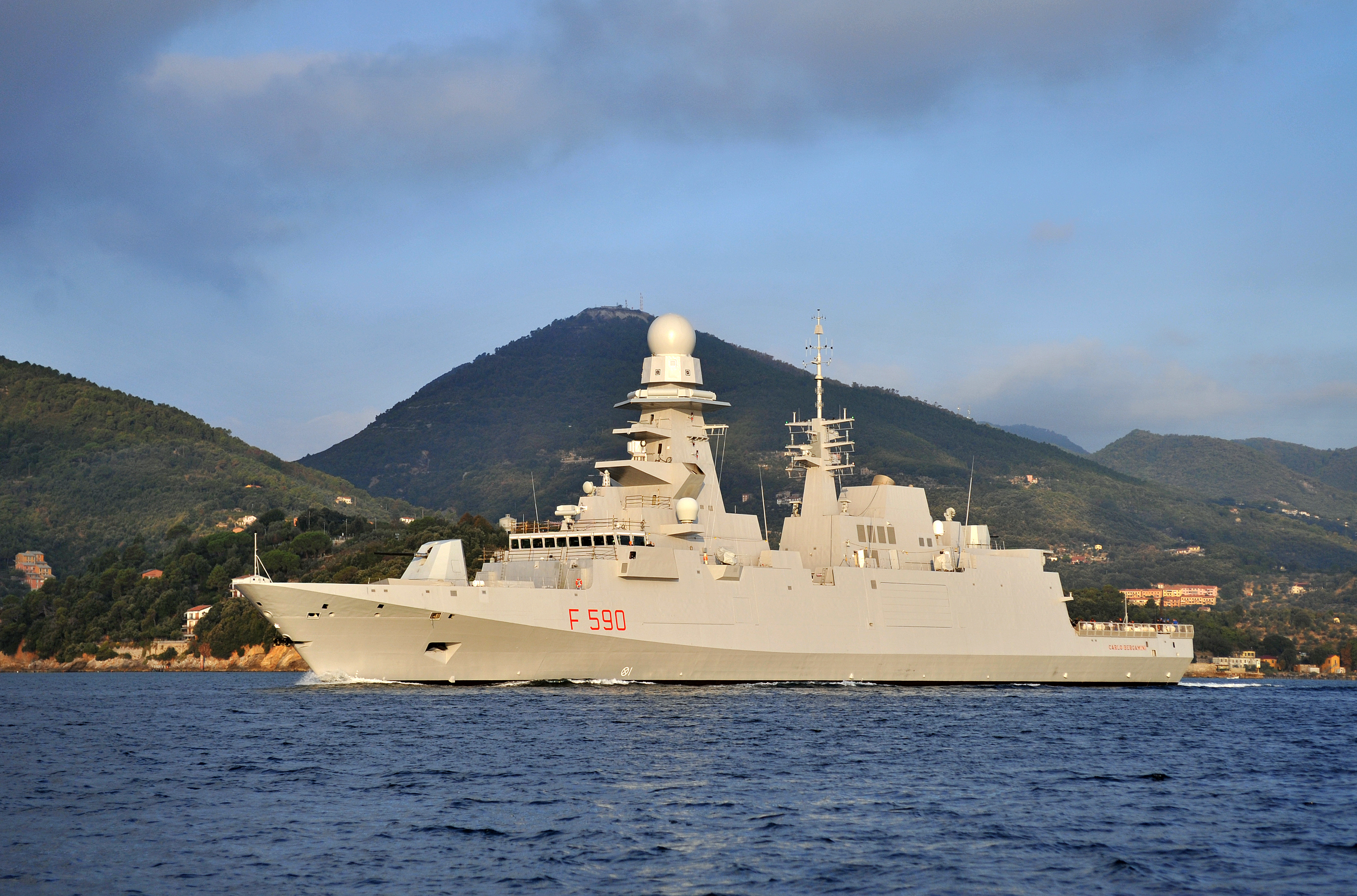
Fregata Carlo Bergamini (F 590)

- Třída Bergamini – univerzální a protiponorkové stealth fregaty typu FREMM
  - Carlo Bergamini (F 590) – univerzální
  - Virginio Fasan (F 591) – protiponorková
  - Carlo Margottini (F 592) – protiponorková
  - Carabiniere (F 593) – protiponorková
  - Alpino (F 594) – protiponorková
  - Luigi Rizzo (F 595) – víceúčelová
  - Federico Martinengo (F 596) – víceúčelová
  - Antonio Marceglia (F 597) – víceúčelová
  - Spartaco Schergat (F 598) – víceúčelová s vylepšeným protiponorkovým
  - Emilio Bianchi  (F 589) – víceúčelová s vylepšeným protiponorkovým

### Výsadkové lodě

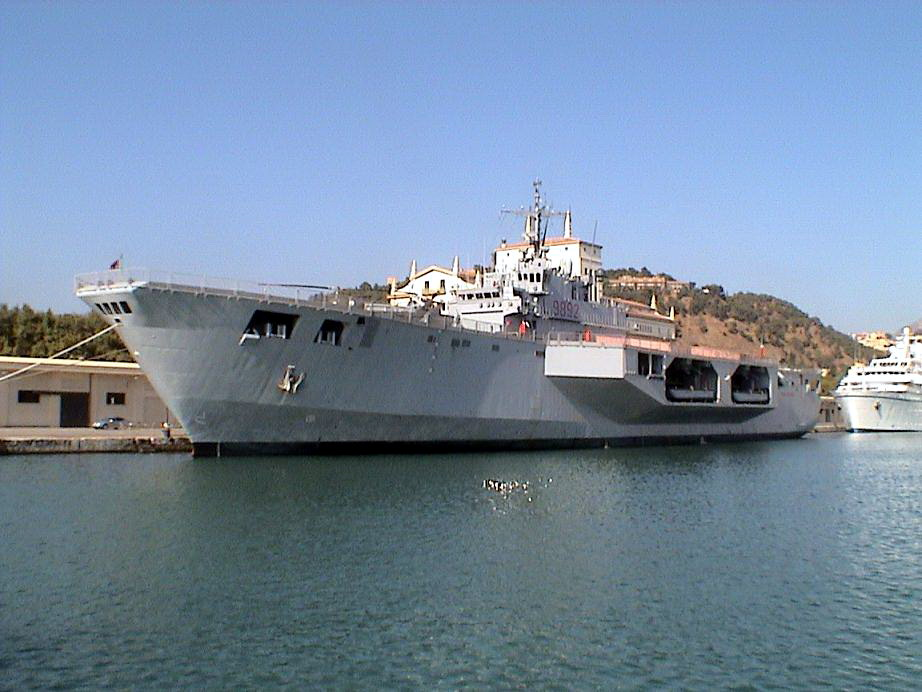
Výsadková loď San Giorgio (L9892)

- Trieste (L9890) – vrtulníková výsadková loď

- Třída San Giorgio – Amphibious Transport Dock
  - San Giorgio (L9892)
  - San Marco (L9893)
  - San Giusto (L9894)

### Hlídkové lodě

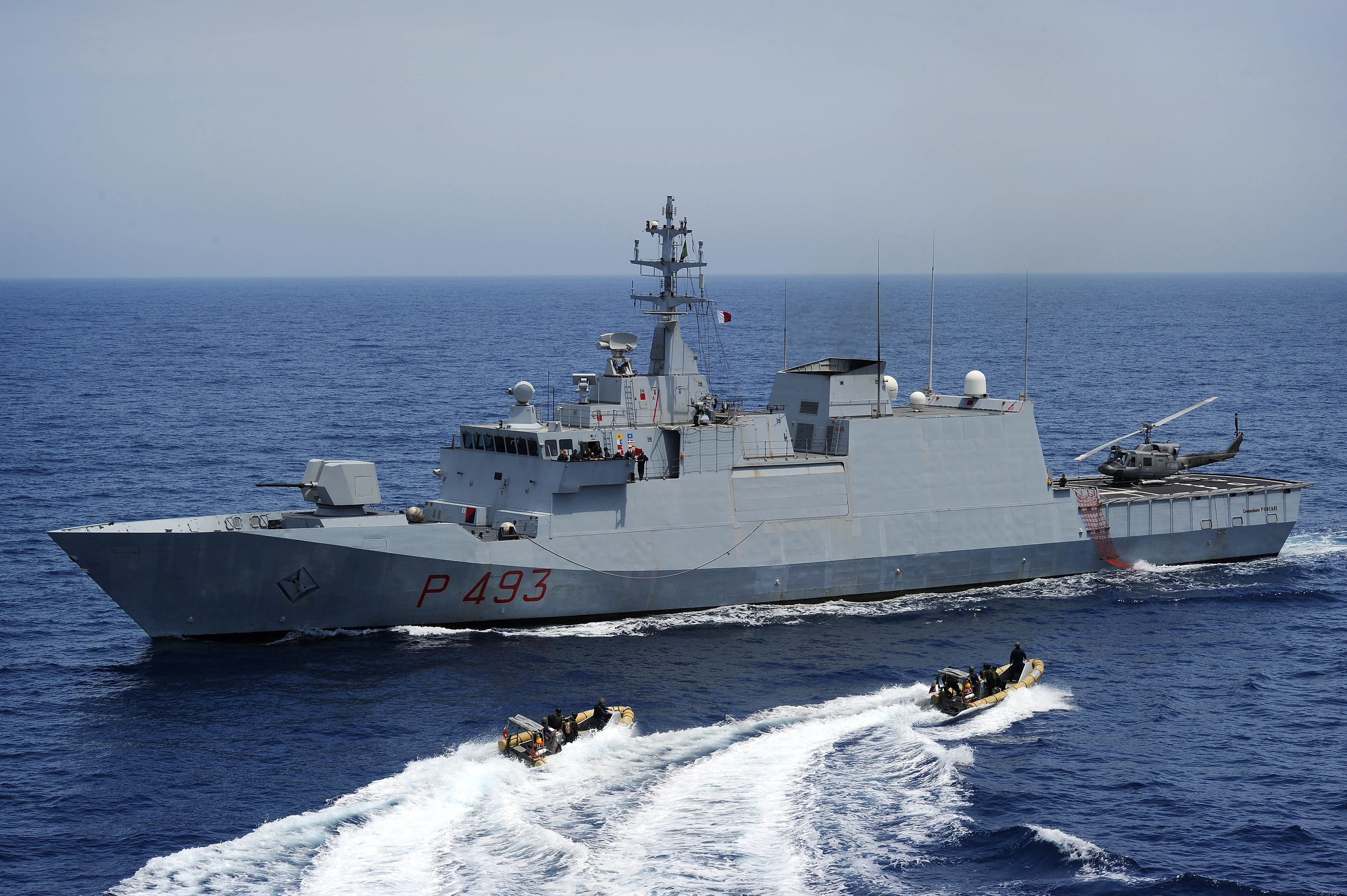
Oceánská hlídková loď Comandante Foscari (P493)

- Třída Thaon di Revel (3 ks)
- Třída Sirio (2 ks)
- Třída Comandanti (4 ks)
- Třída Cassiopea (4 ks)

- Třída Angelo Cabrini (2 ks)
- Třída Esploratore (4 ks)

### Minolovky
- Třída Lerici (2 ks)
- Třída Gaeta (8 ks)

### Ponorky

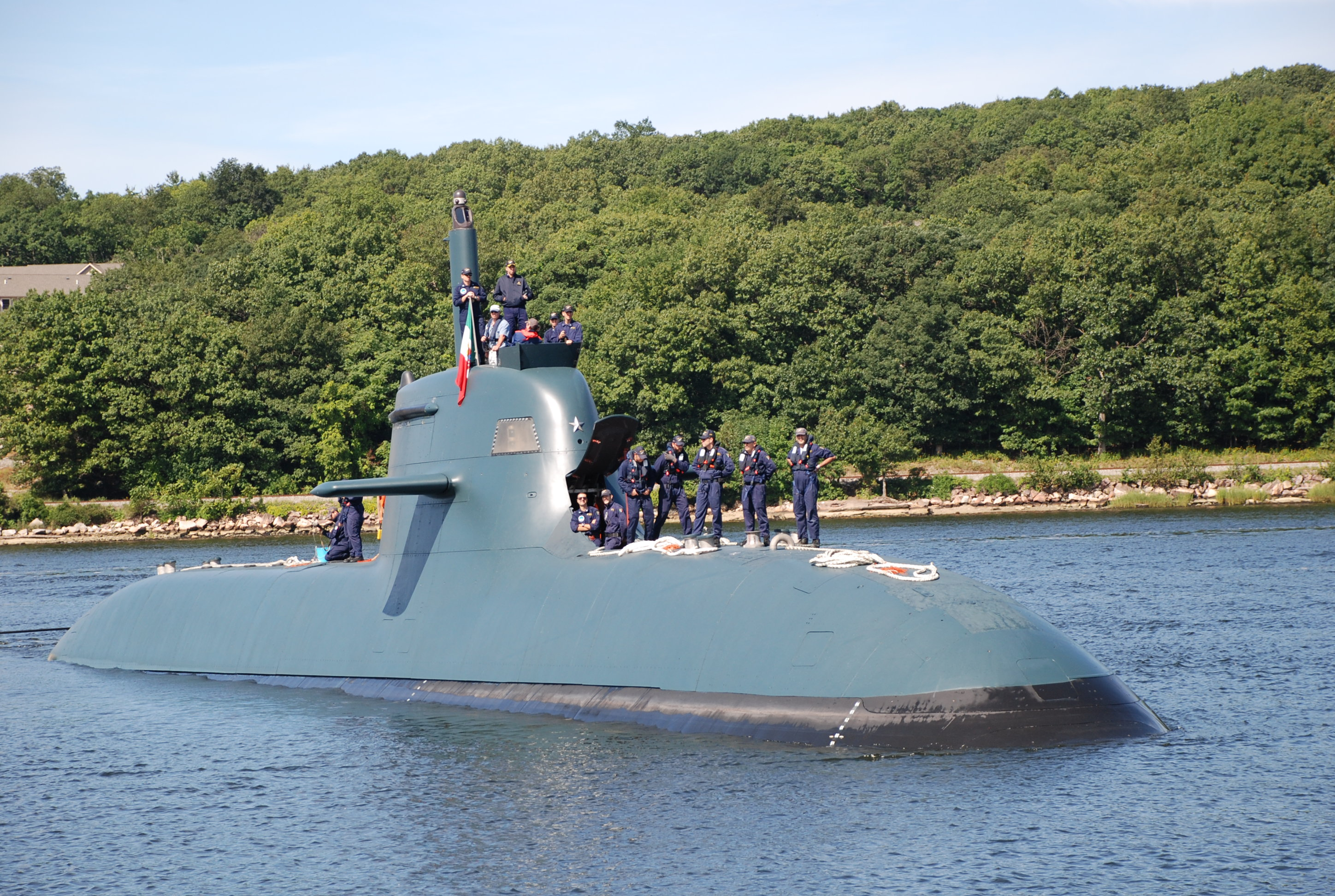
Ponorka Sciré (S527)

- Třída Todaro – diesel-elektrická útočná ponorka
  - Salvatore Todaro (S526)
  - Sciré (S527)
  - Pietro Venuti (S528)
  - Romeo Romei (S529)

- Třída Primo Longobardo – diesel-elektrická útočná ponorka
  - Primo Longobardo (S524)
  - Gianfranco Gazzana Priaroggia (S525)
- Třída Salvatore Pelosi – diesel-elektrická útočná ponorka
  - Salvatore Pelosi (S522)
  - Giuliano Prini (S523)

### Pomocné lodě

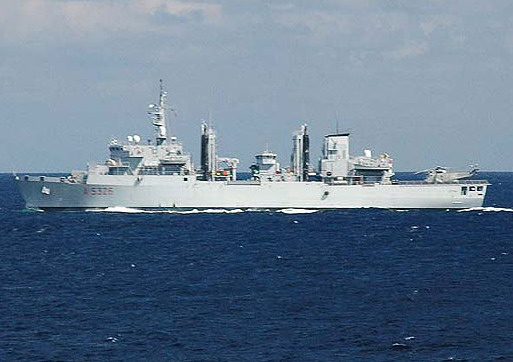
Etna (A5326)

- Třída Vulcano – zásobovací podpůrná loď
  - Vulcano (A5335)

- Třída Stromboli – zásobovací tanker
  - Stromboli (A5327)

- Třída Etna – zásobovací tanker
  - Etna (A5326)

- Elettra (A5340) – zpravodajská loď

- Alliance (A5345) – výzkumná loď

- Magnaghi (A5303) – výzkumná loď

- Třída Ninfe – pobřežní výzkumná loď (2 ks)

- Leonardo (A5301) – pobřežní výzkumná loď

- Třída Gorgona – pobřežní transportní loď (6 ks)

## Plánované akvizice
- Ponorky typ 212NFS (3 ks)
- Fregaty třídy Bergamini / FREMM (2 ks)
- Víceúčelové oceánské hlídkové lodě třídy Thaon di Revel (6 ks) s termínem dodání v letech 2021–2025.[4]
- Oceánská hlídková loď FCX-20 varianta koncernu Fincantieri (4 ks)[5][6]
- Zásobovací podpůrná loď třídy Vulcano (2 ks)
- Olterra (A5321) – Podpůrné plavidlo pro potápění a záchranná loď ponorek SDO-SuRS (Special and Diving Operations - Submarine Rescue Ship) - náhrada plavidla Anteo (A5309). Plavidlo postaví italská loděnice T. Mariotti. Dokončení je plánováno na rok 2025.[7]
- Hydrografická výzkumná loď NIOM (1 ks, velká) - náhrada plavidla Magnaghi (A5303). Financováno EU. Objednána u koncernu Fincantieri.[8] Rozestavěna 9. května 2024.[9]
- Hydrografické výzkumné lodě NIOC (2 ks, menší než NIOM) – náhrada plavidel Aretusa a Galatea. Financováno EU.[10]
- Minolovky (12 ks) – Náhrada tříd Lerici a Gaeta. Vývojem pověřena společnost Intermarine. Plánovány jsou dvě verze o délce 60 a 80 metrů.[11]
  - Pobřežní minolovky CNG/C (5 ks) – Objednány v červenci 2024 u společností Intermarine a Leonardo. Délka přibližně 63 metrů a výtlak 1300 tun.[12][13]